# Dolfijnen
Dolfijnen (Delphinidae) zijn een familie van in zee levende walvisachtigen. Ze worden ook wel dolfijnachtigen, zeedolfijnen of echte dolfijnen (in tegenstelling tot de grondeldolfijnen) genoemd. Ze vormen een familie uit de onderorde der tandwalvissen (Odontoceti) en komen voor in alle wereldzeeën.
Er bestaan ongeveer 41 soorten dolfijnen verdeeld over 19 geslachten. De kleinste dolfijn is de Havisidedolfijn, met een lengte van 1,2 meter en een gewicht van 40 kilogram. De grootste dolfijn is de zwart-witte orka, waarbij mannetjes tot 9,8 meter lang kunnen worden en 5,5 ton kunnen wegen.
Dolfijnen leven vooral in de ondiepere gebieden van de zee. Ze eten vooral vis en inktvis. Tussen de diverse soorten zitten behoorlijke verschillen: orka's pakken bijvoorbeeld veel grotere prooien (onder andere zeeroofdieren) dan de gewone dolfijn, die hoofdzakelijk van vis leeft.

## Intelligentie
Net zoals andere walvissen staan dolfijnen bekend als zeer intelligente en sociale dieren. Ze hebben relatief grote hersenen, waarvoor overigens ook andere verklaringen bestaan dan hoge intelligentie: dolfijnen kennen geen remslaap en dieren zonder remslaap hebben vaak relatief grote hersenen.
In 2001 slaagde een dolfijn voor de zogenaamde spiegeltest, waarbij een dier voor een spiegel wordt geplaatst om te bepalen of het zijn spiegelbeeld herkent als zichzelf. In hetzelfde jaar toonden onderzoekers aan dat dolfijnen het aanwijzen van een voorwerp door een mens begrijpen.
Bij tuimelaars is het gebruik van sponzen als gereedschap (waarschijnlijk ter bescherming van de neus) bekend. In 2005 beargumenteerden onderzoekers dat dit gebruik weliswaar binnen één genetisch verwante groep plaatsvindt, maar dat het niet alleen genetisch bepaald kan zijn, waarmee een vorm van cultuur zou zijn aangetoond.
In 2006 bleek uit onderzoek van de Universiteit van St Andrews in Schotland dat tuimelaars elkaar roepen met een karakteristiek fluitgeluidje, dat per dier verschillend is. De onderzoekers vergelijken dit met het gebruik van namen door mensen.
Onderzoek in Emory University op basis van MRI-gegevens, afgerond in 2010, plaatst dolfijnen op het vlak van intelligentie net na mensen. Ze zouden deze tweede plaats te danken hebben aan relatief grote hersenen t.o.v. hun lichaam, de erg ontwikkelde neocortex en de mogelijkheid om complexe emoties te beleven en zichzelf te herkennen. Er zouden twee grote groeispurten van de hersenen te herkennen zijn. De eerste 39 miljoen jaar geleden, toen de tandwalvissen ontstonden, ze kleiner werden en grotere hersenen kregen. Ook de verschijning van de echolocatie trad toen op. De tweede spurt zou 15 miljoen jaar geleden zijn opgetreden toen dolfijnen socialer gedrag begonnen te vertonen en complexere interacties steeds belangrijker werden.

## Gedrag

### Sociale interactie
Mede door hun intelligentie zijn dolfijnen sociale dieren, die leven in groepen tot tientallen individuele dieren. Op plekken waar een grote hoeveelheid voedsel aanwezig is, kunnen groepen zich tijdelijk samenvoegen, om een supergroep te vormen; zulke groepen kunnen soms wel bestaan uit meer dan 1000 dolfijnen. Men vermoedt dat een combinatie van nieuwsgierigheid en het speelse karakter van de dolfijn ervoor zorgt dat ze veelvuldig contact hebben met andere diersoorten, waaronder de mens. Veelvuldig wordt waargenomen dat dolfijnen met boten mee zwemmen. Hun neiging naar gezelschap komt ook tot uiting in de groepen waarin dit dier leeft. Individuele dieren communiceren onder meer door een variëteit aan geluiden te maken, zoals klikken en fluitachtige geluiden.
De groepssamenstelling is niet vast; uitwisselingen met andere groepen komt vaak voor. Desondanks kunnen dolfijnen sterke sociale banden opbouwen; ze zullen bij gewonde of zieke individuen blijven, waarbij ze zelfs helpen met ademen door deze naar de oppervlakte te brengen wanneer dit nodig is. Dit altruïsme is tevens niet gelimiteerd tot hun eigen soort. De dolfijn Moko in Nieuw-Zeeland werd geobserveerd, terwijl hij een vrouwelijke dwergpotvis en haar kalf uit ondiep water begeleidde, nadat ze verschillende keren waren gestrand. Dolfijnen hebben ook zwemmers beschermd tegen haaien door rondjes om hen te zwemmen of door de haaien weg te jagen.
Dolfijnen vertonen ook cultureel gedrag, iets waarvan men dacht dat dit alleen voorkwam bij de mens (en mogelijk bij andere primaten). In mei 2005 werd ontdekt dat in Australië langbektuimelaars (Tursiops aduncus) hun jongen leerden hoe ze gereedschappen moesten gebruiken. Ze bedekten hun snuit met sponzen om zich te beschermen onder het foerageren. Deze kennis werd meestal overgedragen van moeder op dochter. Dit is anders bij apen, waar kennis vaak wordt overgedragen op beide seksen. Het gebruiken van sponzen als snuitbescherming is dus aangeleerd gedrag. Ander aangeleerd gedrag werd ontdekt bij rivierdolfijnen in Brazilië, waar een aantal mannelijke dolfijnen stokjes en onkruid gebruikten als onderdeel van de geslachtsgemeenschap.
Dolfijnen reageren zich op elkaar af tijdens agressie. Hoe ouder een mannetjesdolfijn is, hoe groter de kans dat zijn lichaam onder de littekens van beten zit. Mannetjesdolfijnen reageren in omstandigheden van agressie op elkaar om waarschijnlijk dezelfde reden als de mens: onenigheden tussen vrienden en strijd om de vrouwtjes. Handelingen in agressiviteit kunnen zo intens worden dat getroffen dolfijnen soms verbannen worden als resultaat van een verloren gevecht.

### Seksualiteit
Voor dolfijnen is seks niet alleen gericht op voortplanting, maar ook een integraal onderdeel van de sociale interactie. Dolfijnen die in gevangenschap gehouden worden zien hun verzorgers en andere mensen als soortgenoten. Hierdoor komt het voor dat ook mensen seksueel benaderd worden als deze met dolfijnen zwemmen. Hierdoor zijn enkele zwemmers gewond geraakt.

## Huid
In 2004 maakten Japanse onderzoekers bekend dat ze ontdekten dat dolfijnen voortdurend roos hebben. Hun huid schilfert af, waarbij ze zich elke twee uur vernieuwt.
De loslatende huidschilfers verminderen de waterwrijving doordat de waterstroom rond het lichaam kalmeert. Hierdoor gaat er minder energie verloren aan het overwinnen van de waterweerstand en verbruikt het dier minder energie bij het zwemmen.
De huid is zacht. Dolfijnen hebben een flinke onderhuidse vetreserve, waardoor hun huidoppervlak een beetje veerkrachtig is. Als ze snel zwemmen, ontstaan er kleine golfjes in hun huid, alsof ze geribbeld is. Die golfjes gaan de turbulentie tegen.

## Evolutie en anatomie
Charles Darwin schreef in de eerste editie van zijn On the Origin of Species uit 1859 dat er Noord-Amerikaanse beren zouden zijn waargenomen die urenlang zwemmen met geopende bek om insecten uit het water op te scheppen. Critici lachten hierom en Darwin verwijderde zijn mijmering dat aldus de zeezoogdieren - en uiteindelijk zelfs ook walvissen - zouden kunnen zijn ontstaan, uit de latere edities van zijn boek.

### Evolutie
Zowel dolfijnen, walvissen en bruinvissen zijn volgens de nu gangbare inzichten inderdaad afstammelingen van landzoogdieren, hoogstwaarschijnlijk niet van beren maar van de orde der evenhoevigen. De voorouders van de dolfijn zijn grofweg vijftig miljoen jaar geleden, in het Eoceen, in het water gaan leven.
Het skelet van een dolfijn heeft twee kleine botfragmenten die samen een rudimentair bekken vormen. In oktober 2006 werd in Japan een tuimelaar waargenomen met kleine vinnen aan beide zijden van de genitale gleuf. Wetenschappers geloven dat deze vinnen zijn ontstaan doordat het bekken van het dier verder is ontwikkeld dan gewoonlijk wordt waargenomen bij dolfijnen.
Als dolfijnen slapen, doen ze dat met één hersenhelft tegelijk. Dat is nodig omdat ze om de paar minuten boven water moeten komen om te ademen.

### Anatomie

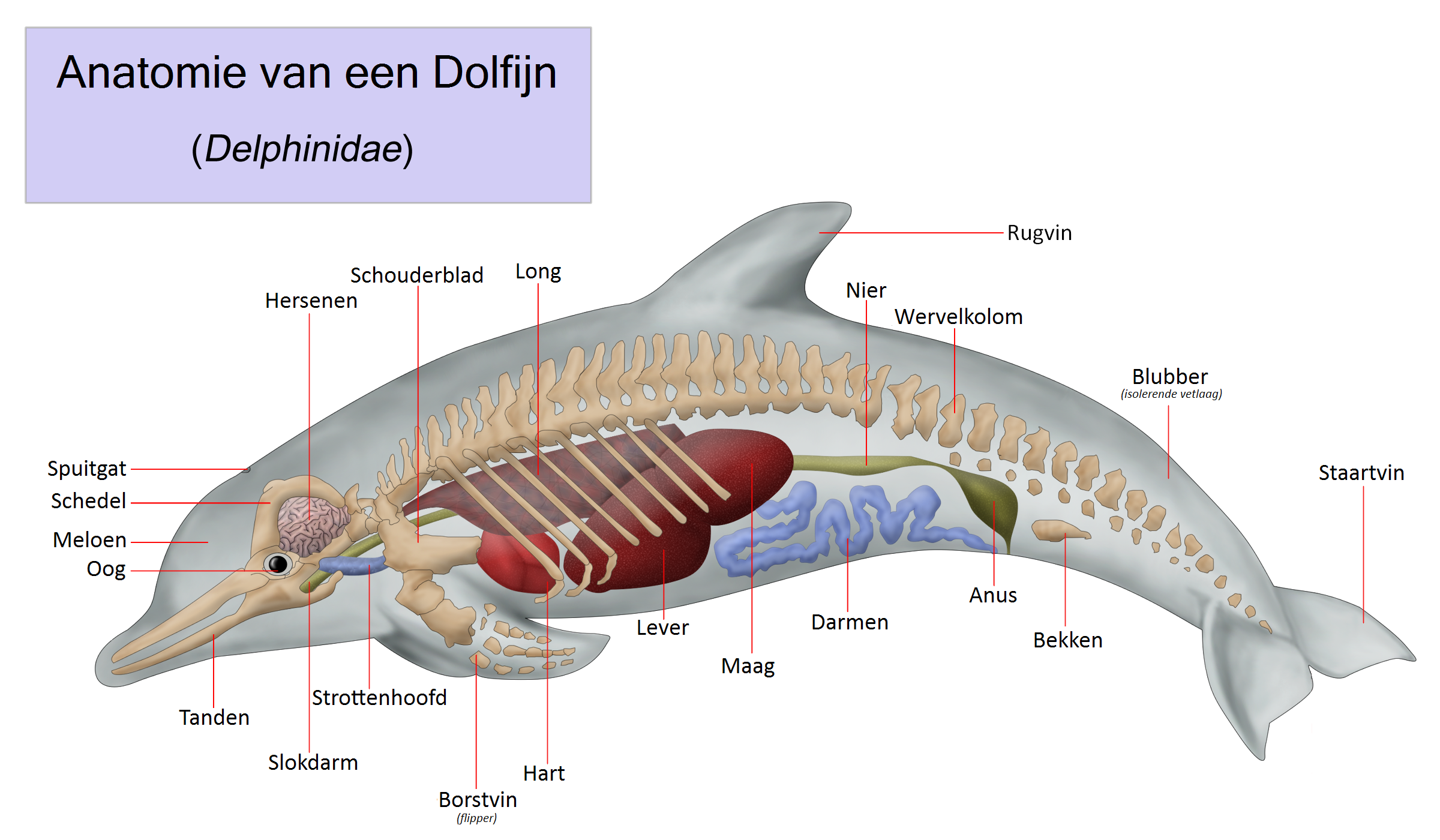
Anatomie van een dolfijn

Dolfijnen hebben een gestroomlijnd spoelvormig lichaam dat uitermate geschikt is om snel te zwemmen. De homocercale staartvin wordt gebruikt voor stuwkracht terwijl de borstvinnen samen met de hele staartsectie worden gebruikt voor de aansturing. De rugvin zorgt, bij de soorten die deze hebben, voor stabiliteit tijdens het zwemmen.
Hoewel de kleurpatronen per soort verschillen, bestaat het basale kleurpatroon uit grijstinten met op de onderzijde van het lichaam een lichtere grijstinten; frequent gecombineerd met lijnen en plekken in verschillende tinten en contrasten.

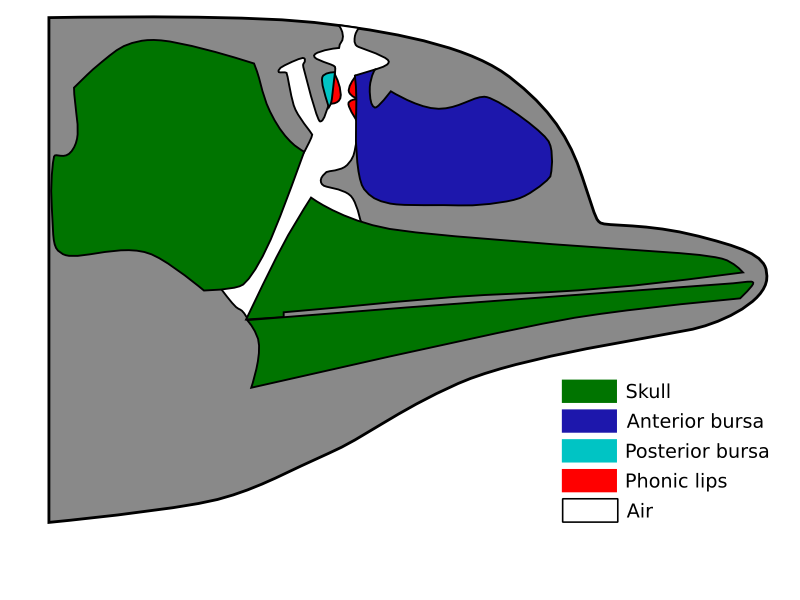
Schematische doorsnede van de kop van een dolfijn met onder meer (een deel van) de luchtwegen en de meloen (blauw). De hersenen van het dier liggen áchter het spuitgat in de schedel (groen); op deze illustratie links van het spuitgat.

In de kop van een dolfijn vinden we de meloen die de dolfijn zijn karakteristieke uiterlijk geeft. De meloen is een bollend orgaan dat enigszins over de bovenkaak heen uitpuilt. De meloen dient voor echolocatie en werkt als een actieve sonar. De meloen intensiveert de sonar, geproduceerd door de fonische lippen hoog in de luchtpijp nabij het spuitgat. De trillingen van het fonische lippenmembraan wordt door het weefsel in de meloen omgezet in geluid. Deze fonische lippen produceren een hoogfrequent klikgeluid, ook wel kliks genoemd, de frequentie is zo hoog dat het menselijk oor de klikgeluiden niet kan waarnemen. Wanneer een dolfijn een prooi nadert en de geluidsgolven van de kliks worden weerkaatst door de prooi, zal de dolfijn de echo van zijn klik waarnemen middels de onderkaak. Hierin bevinden zich holtes welke zijn gevuld met vet en deze holtes geven trillingen van een echo door aan het binnenoor, waarna de dolfijn zijn prooi kan lokaliseren.
Enkele soorten zoals de tuimelaar hebben een gekromde bek waardoor deze een glimlach lijkt te vormen, deze vorm heeft echter niets te maken met de gemoedstoestand van de dolfijn. De bek van een dolfijn kan wel tweehonderdvijftig tanden herbergen. Wetenschappers denken dat de tanden ook een functie hebben in het opvangen van kliks; deze zouden zo zijn gerangschikt dat ze dienstdoen als een antenne.
Dolfijnen ademen door het spuitgat, deze is net boven de meloen op de kop gesitueerd en wordt afgesloten door een krachtige klep die reflectorisch wordt geopend voor het in- en uitademen wanneer een dolfijn boven water komt. Het spuitgat is een geëvolueerde neus die in de loop van de evolutie van de snuit is verdwenen en is verplaatst naar de bovenzijde van de kop van het dier.

In 2014 is er evenwel een hectordolfijn waargenomen voor de kust van Nieuw-Zeeland met een defect aan het spuitgat – waardoor het dier dat niet (meer) kon gebruiken om mee te ademen – die zich had aangeleerd om door de mond te ademen.
De geslachtsorganen zijn gelokaliseerd aan de onderzijde van het lichaam. Mannetjes hebben twee gleuven: de bovenste voor het intern herbergen van de penis en de onderste voor de anus. Vrouwtjes hebben slechts één gleuf, waarin zowel de vagina als de anus in uitmonden; aan beide zijden van deze genitale gleuf bevinden zich twee kleine kloven met daarin tepels verborgen. Deze kloven zijn niet alleen bij de vrouwtjes, maar ook bij sommige mannetjes te vinden.

### Zintuigen
De meeste dolfijnen hebben zowel onder als boven water een scherp zicht en hun gehoor is vergeleken met dat van de mens vele malen beter. Dolfijnen nemen geluidsfrequenties waar van 75 Hz tot 150.000 Hz; ter vergelijking: een mens neemt geluidsfrequenties waar van 20 Hz tot 20.000 Hz. Hoewel dolfijnen een kleine ooropening hebben aan beide zijden van hun kop neemt men aan dat geluiden onder water ook, zo niet enkel, door de onderkaak worden opgevangen en worden doorgegeven aan het binnenoor middels een met vet gevulde holte in de onderkaak. Wetenschappers vermoeden dat de tanden van een dolfijn zo zijn gerangschikt dat ze werken als een antenne. Zo is een dolfijn in staat om de echo van hun kliks te kunnen interpreteren, waardoor de lokalisering van de prooi wordt vergemakkelijkt. Dolfijnen zijn vermoedelijk gevoelig voor de hoge geluidsintensiteit van bijvoorbeeld sonar, zoals die voor militaire doeleinden wordt gebruikt. Strandingen van dolfijnen worden onder meer daaraan geweten.
De tastzin van een dolfijn is eveneens zeer goed ontwikkeld met vrije zenuwuiteinden dicht op elkaar gepakt in de huid, vooral rond de snuit, op de rugvin en de genitale gleuven is de tastzin van een dolfijn zeer perceptief.
Dolfijnen hebben geen geurzenuw, daarom wordt aangenomen dat dolfijnen geen reukzin hebben. Toch hebben dolfijnen smaakzin en hebben voorkeur voor bepaalde soorten vis. Omdat dolfijnen de meeste tijd onder water doorbrengen, denkt men dat het proeven van water voor de dolfijn een manier is om het ontbreken van reukzin te compenseren.

## Soorten
Enkele algemene soorten zijn de orka (Orcinus orca), de tuimelaar (Tursiops truncatus) en de gewone dolfijn (Delphinus delphis). Enkele andere tandwalvissen die "dolfijn" worden genoemd, bijvoorbeeld rivierdolfijnen zoals de Orinocodolfijn (Inia geoffrensis) en de Chinese vlagdolfijn (Lipotes vexillifer), behoren niet tot de familie.
De familie omvat de volgende geslachten en soorten:
- Familie: Delphinidae (Dolfijnen, dolfijnachtigen, zeedolfijnen of echte dolfijnen)
  - Onderfamilie: Delphininae
    - Geslacht: Delphinus (2 soorten)
      - Soort: Delphinus bairdii
      - Soort: Delphinus delphis (Gewone dolfijn)

    - Geslacht: Lagenodelphis (1 soort)
      - Soort: Lagenodelphis hosei (Sarawakdolfijn)

    - Geslacht: Sotalia (2 soorten)
      - Soort: Sotalia fluviatilis (Tucuxi)
      - Soort: Sotalia guianensis (Guianadolfijn)

    - Geslacht: Sousa (4 soorten)
      - Soort: Sousa chinensis (Chinese witte dolfijn of Chinese sousa)
      - Soort: Sousa plumbea
      - Soort: Sousa sahulensis
      - Soort: Sousa teuszii (Kameroendolfijn)

    - Geslacht: Stenella (5 soorten)
      - Soort: Stenella attenuata (Slanke dolfijn of (Pantropische gevlekte dolfijn)
      - Soort: Stenella clymene (Clymenedolfijn)
      - Soort: Stenella coeruleoalba (Gestreepte dolfijn)
      - Soort: Stenella frontalis (Atlantische vlekdolfijn)
      - Soort: Stenella longirostris (Langsnuitdolfijn)

    - Geslacht: Tursiops (3 soorten)
      - Soort: Tursiops aduncus (Langbektuimelaar)
      - Soort: Tursiops erebennus
      - Soort: Tursiops truncatus (Tuimelaar)

  - Onderfamilie: Globicephalinae
    - Geslacht: Feresa (1 soort)
      - Soort: Feresa attenuata (Dwerggriend)

    - Geslacht: Globicephala (2 soorten)
      - Soort: Globicephala macrorhynchus (Indische griend)
      - Soort: Globicephala melas (Griend)

    - Geslacht: Grampus (1 soort)
      - Soort: Grampus griseus (Gramper)

    - Geslacht: Orcaella (2 soorten)
      - Soort: Orcaella brevirostris (Irrawaddydolfijn)
      - Soort: Orcaella heinsohni (Australische snubvindolfijn)

    - Geslacht: Peponocephala (1 soort)
      - Soort: Peponocephala electra (Witlipdolfijn)

    - Geslacht: Pseudorca (1 soort)
      - Soort: Pseudorca crassidens (Zwarte zwaardwalvis)

    - Geslacht: Steno (1 soort)
      - Soort: Steno bredanensis (Snaveldolfijn)

  - Onderfamilie: Lissodelphininae
    - Geslacht: Cephalorhynchus (4 soorten)
      - Soort: Cephalorhynchus commersonii (Kortsnuitdolfijn)
      - Soort: Cephalorhynchus eutropia (Witbuikdolfijn)
      - Soort: Cephalorhynchus heavisidii (Havisidedolfijn)
      - Soort: Cephalorhynchus hectori (Hectordolfijn)

    - Geslacht: Lissodelphis (2 soorten)
      - Soort: Lissodelphis borealis (Noordelijke gladde dolfijn)
      - Soort: Lissodelphis peronii (Zuidelijke gladde dolfijn)

    - Geslacht: Sagmatias (4 soorten)
      - Soort: Sagmatias australis (Dolfijn van Peale)
      - Soort: Sagmatias cruciger (Zandloperdolfijn)
      - Soort: Sagmatias obliquidens (Witgestreepte dolfijn)
      - Soort: Sagmatias obscurus (Donkergestreepte dolfijn)

  - Onderfamilie Incertae sedis
    - Geslacht: Lagenorhynchus (1 soort)
      - Soort: Lagenorhynchus albirostris (Witsnuitdolfijn)

    - Geslacht: Leucopleurus (1 soort)
      - Soort: Leucopleurus acutus (Witflankdolfijn)

    - Geslacht: Orcinus (3 soorten)
      - Soort: Orcinus ater
      - Soort: Orcinus orca (Orka)
      - Soort: Orcinus rectipinnus

## Actualiteit

### 2007: Jaar van de Dolfijn
Het jaar 2007 is door de Verenigde Naties en het 'United Nations Environment Programme' (UNEP) uitgeroepen tot (Internationaal) Jaar van de Dolfijn op voorstel van en ondersteund door diverse conventies en organisaties.

Op 17 september 2006 heeft H.S.H. Prins Albert II van Monaco de aankondiging gedaan, hij is ook internationaal beschermheer geworden van dit zogeheten themajaar. 

Op initiatief van NatureNet Europe is een Nationaal Comité Jaar van de Dolfijn voor Nederland ingesteld. Het Comité bevorderde de viering van het (Internationaal) Jaar van de Dolfijn 2007 in Nederland. Voorzitter was Wim van Gelder, Kustvereniging (EUCC) / NatureNet Europe en Commissaris van de Koningin (CDA) in de provincie Zeeland.

### Dolfijnen in de kunst
In de ornamentkunst is de dolfijn een veel gebruikt motief. In de heraldiek het symbool van vorstelijk gezag (zie het Franse dauphin), dat in de wapens van Franse koningen veel voorkomt.
Het motief wordt gebruikt ter versiering van fonteinen en bronnen. Veelal ook als begeleiders van nimfen, nereïden, tritonen, van Neptunus, Aphrodite, Arion, et cetera.

### The Cove
In 2009 bracht de dolfijnentrainer van Flipper, Ric O'Barry, de documentaire The Cove uit. Hierin liet hij zien hoe dolfinaria de jaarlijkse slachting van 23.000 dolfijnen in Taiji, Japan, in stand houden. Internationaal bracht de film een schokgolf teweeg, met name in Japan. The Cove werd beloond met een Academy Award voor beste documentaire.

## Ecotoerisme
Het bekijken van dolfijnen in hun eigen wilde omgeving, ook dolphin watching genoemd, is een populaire vorm van ecotoerisme.